# Бразигвайці
Бразигвайці (порт. brasiguaios або brasilguaios) — етнічна група білих бразильців або їх нащадків, що мешкають на прикордонних з Бразилією територіях Парагваю. Нараховують близько 600 000 бразигвайців, здебільшого німецького, італійського або слов'янського (в тому числі й українського) походження. Термін з'явився шляхом суміщення слів «бразильці» та «парагвайці».
Особливої активності еміграція бразильців до Парагваю набула у 1970-х рр., під час будівництва гідроелектростанції Ітайпу.